# RoXaN
RoXaN（rotavirus X protein associated with NSP3）またはZC3H7B（zinc finger CCCH-type containing 7B）は、ヒトではZC3H7B遺伝子にコードされるタンパク質である。RoXaNはテトラトリコペプチドリピート（TPR）、ロイシン-アスパラギン酸リピート、ジンクフィンガードメインをもつタンパク質である。このタンパク質は、ロタウイルスの非構造タンパク質NSP3と相互作用する。

## 機能
ロタウイルスのタンパク質は細胞の翻訳装置によって翻訳されるが、そのmRNAはキャップ化されているがポリアデニル化はされていない。こうした非ポリアデニル化mRNAの翻訳は、ウイルスの非構造タンパク質NSP3の作用によって行われる。NSP3はウイルスmRNAの3'コンセンサス配列に特異的に結合し、翻訳開始因子eIF4G Iと相互作用する。
RoXaNは約110 kDaの細胞タンパク質であり、タンパク質間相互作用や核酸-タンパク質相互作用に関与すると予測される領域が少なくとも3つ存在する。テトラトリコペプチドリピート（TPR）は多タンパク質複合体を形成するタンパク質に存在することが多いモチーフで、RoXaNのN末端領域に存在している。RoXaNのC末端には少なくとも5つのジンクフィンガーモチーフが存在し、これもRoXaNが他のタンパク質や核酸に結合することを示唆している。これら2つの領域の間には、パキシリン型ロイシン-アスパラギン酸リピート（LD）モチーフが存在し、これもタンパク質間相互作用に関与している。
RoXaNはロタウイルスの感染時にin vivoでNSP3と相互作用する。相互作用は、NSP3の二量体化ドメイン（アミノ酸163番から237番）とRoXaNのLDドメイン（アミノ酸244番から341番）との間で行われる。NSP3とRoXaNとの間の相互作用は、NSP3とeIF4G Iとの相互作用を妨げることはない。ロタウイルス感染細胞ではNSP3、RoXaN、eIF4G Iからなる三者複合体が検出され、RoXaNが翻訳調節に関与していることが示唆される。

## 臨床的意義
消化管間質腫瘍（GIST）において、RoXaNの発現は腫瘍のグレードの高さと相関していることが示されている。

## 関連文献
- “Oligo-capping: a simple method to replace the cap structure of eukaryotic mRNAs with oligoribonucleotides”. Gene 138 (1–2):  171–4. (January 1994). doi:10.1016/0378-1119(94)90802-8. PMID 8125298.
- “Construction and characterization of a full length-enriched and a 5'-end-enriched cDNA library”. Gene 200 (1–2):  149–56. (October 1997). doi:10.1016/S0378-1119(97)00411-3. PMID 9373149.
- Kikuno R; Nagase T; Ishikawa K et al. (June 1999). “Prediction of the coding sequences of unidentified human genes. XIV. The complete sequences of 100 new cDNA clones from brain which code for large proteins in vitro”. DNA Research 6 (3):  197–205. doi:10.1093/dnares/6.3.197. PMID 10470851.
- Dunham I; Shimizu N; Roe BA et al. (December 1999). “The DNA sequence of human chromosome 22”. Nature 402 (6761):  489–95. Bibcode: 1999Natur.402..489D. doi:10.1038/990031. PMID 10591208.
- Wiemann S; Weil B; Wellenreuther R et al. (March 2001). “Toward a catalog of human genes and proteins: sequencing and analysis of 500 novel complete protein coding human cDNAs”. Genome Research 11 (3):  422–35. doi:10.1101/gr.GR1547R. PMC 311072. PMID 11230166.
- Strausberg RL; Feingold EA; Grouse LH et al. (December 2002). “Generation and initial analysis of more than 15,000 full-length human and mouse cDNA sequences”. Proceedings of the National Academy of Sciences of the United States of America 99 (26):  16899–903. Bibcode: 2002PNAS...9916899M. doi:10.1073/pnas.242603899. PMC 139241. PMID 12477932.
- Gerhard DS; Wagner L; Feingold EA et al. (October 2004). “The status, quality, and expansion of the NIH full-length cDNA project: the Mammalian Gene Collection (MGC)”. Genome Research 14 (10B):  2121–7. doi:10.1101/gr.2596504. PMC 528928. PMID 15489334.
- Rush J; Moritz A; Lee KA et al. (January 2005). “Immunoaffinity profiling of tyrosine phosphorylation in cancer cells”. Nature Biotechnology 23 (1):  94–101. doi:10.1038/nbt1046. PMID 15592455.
- Lim J; Hao T; Shaw C et al. (May 2006). “A protein–protein interaction network for human inherited ataxias and disorders of Purkinje cell degeneration”. Cell 125 (4):  801–14. doi:10.1016/j.cell.2006.03.032. PMID 16713569.